# Stackharen
Stackharen är ett naturreservat i Hedemora kommun i Dalarnas län.
Området är naturskyddat sedan 1959 och är 43 hektar stort. Reservatet omfattar en ö i Dalälven vid Hovran och består mest av stora tuvor som bidragit till att ön blivit en fristad för fågellivet.